# Andrej Grečin
Andrej Vladimirovič Grečin (in russo Андрей Владимирович Гречин?; Barnaul, 21 ottobre 1987) è un nuotatore russo.

## Palmarès
- Olimpiadi

Londra 2012: bronzo nella 4x100m sl.
- Mondiali

Roma 2009: argento nella 4x100m sl.
Barcellona 2013: bronzo nella 4x100m sl.
Kazan 2015: argento nella 4x100m sl.
- Europei

Budapest 2006: argento nella 4x100m sl.
Eindhoven 2008: oro nella 4x100m misti.
Budapest 2010: oro nella 4x100 m sl e argento nella 4x100m misti.
Berlino 2014: argento nella 4x100m sl e nella 4x100m sl mista.
- Europei in vasca corta

Stettino 2011: argento nella 4x50m sl.
Chartres 2012: argento nella 4x50m sl e nella 4x50m sl mista.
- Universiadi

Kazan 2013: oro nella 4x100m sl e nella 4x100m misti e argento nei 50m sl.